# أسمهان توفيق
أسمهان توفيق (5 مارس 1947-)، ممثلة فلسطينية تعيش في الكويت، وتحسب على الفن في دول الخليج.

## عن حياتها
كان والدها معجب في المطربة أسمهان وقام بتسمية شقيقتها التي تكبرها بهذا الاسم ولكنها توفت بعمر العامين، وبعد ولادتها هي اصبح الاسم من نصيبها. وبعد النكبة الفلسطينية عام 1948 انتقلت أسرتها إلى الأردن، ثم الكويت في عام 1956 وفي نفس العام توفت والدتها فعاشت يتيمة الأم مع أشقاءها مريم وعبد الرحمن، عمل والدها في شركة النفط الواقعة في منطقة الأحمدي. دخلت إلى المجال الفني وهي بعمر السابعة عشر، حيث بدأت مع «فرقة المسرح العربي» في الكويت ، ثم انتقلت إلى «فرقة مسرح الخليج العربي» ايضاً في الكويت الذي كانت أحد مؤسسيه. درست في «كلية الفنون» في القاهرة. وبالإضافة لكونها ممثلة فإنها كاتبة سيناريو وحوار ومخرجة. تحمل الجنسيتين الأردنية والجنسية المصرية التي كسبتها كزوجة لمصري.

### أسرتها
تزوجت من المخرج المصري عادل صادق وأنجبت منه ابنه واحدة هي وفاء وهي ممثلة أيضًا، وبعد أن تطلقا تزوجت من الفنان التشكيلي المصري مصطفى عبد الوهاب وأنجبت منه ابنتهما مريم التي شاركتها بالتمثيل بمسلسل فضة قلبها أبيض، كذلك لديها ابن اسمها سعاد التي دخلت عالم الغناء لفترة.

## أعمالها

### المسلسلات
- 1964- لعبة الأيام
- 1967- المصير
- 1968- عاصفة في قلب صغير
- 1975- نورة
- 1977- دنيا المهابيل
- 1977- المصير
- 1978- في منتصف الليل
- 1980- الزير سالم
- 1982- إلى أبي وأمي مع التحية - الجزء الثاني
- 1982- الحظ والملايين
- 1982- مبارك
- 1983- الأسوار
- 1983- فتى الأحلام
- 1983- الجرح الجديد - رباعية تلفزيونية
- 1984- إلى من يهمه الأمر
- 1985- زوجة بالكمبيوتر
- 1985- زواج بدون رصيد
- 1986- رقية وسبيكة
- 1986- المغامرون الثلاثة
- 1987- على الدنيا السلام
- 1987- محسن منكم وفيكم
- 1988- مدينة الرياح
- 1988- الناس الطيبين
- 1989- إلى الشباب مع التحية
- 1989- عاد ولكن
- 1990- زوجة تحت التمرين - فيلم تلفزيوني
- 1990- للحياة بقية
- 1991- أيام العمر
- 1991- صراع الأجيال
- 1995- شقة الحرية
- 1997- الوهم
- 1997- خلك معي
- 1997- الجحود
- 2001- حكاية على جدران الزمن
- 2001- دموع الرجال
- 2001- طعم الايام
- 2002- بقايا أمل
- 2002- لعبة القدر
- 2003- وفاء
- 2003- يا خوي
- 2003- حياتي
- 2004- بيت العائلة
- 2004- خارطة أم راكان
- 2004- الأخطبوط
- 2005- عائلة معجب العربية
- 2006- الرحى
- 2006- أسوار
- 2007- نعم و لا
- 2008- نقش الحنة
- 2008- ريح الشمال
- 2010 ريح الشمال الجزء الثاني
- 2012 ريح الشمال الجزء الثالث
- 2008- شر النفوس
- 2008- فضة قلبها أبيض
- 2009- شر النفوس 2
- 2009- دروب المطايا
- 2009- عذاب
- 2010- خيوط ملونة
- 2010- أيام الفرج
- 2010- وعد لزام
- 2011- أسرار القلوب
- 2011- الدخيلة
- 2011- بنات سكر نبات
- 2011- علمني كيف أنساك
- 2011- وديمة
- 2012- عبرات وحنين
- 2012- فرقة ناجي عطا الله
- 2012- درب الوفا
- 2012- شارع 90
- 2013- سكن الطالبات
- 2013- توالي الليل
- 2013- عطر الجنة
- 2013- غصن مكسور
- 2014- للحب كلمة
- 2014- كسر الخواطر
- 2014- لمحات
- 2014- غريب بين أهله
- 2015- أمنا رويحة الجنة
- 2015- تورا بورا
- 2015- أحببتك منذ الصغر
- 2015- إمرأة مفقودة
- 2015- صديقاتي العزيزات
- 2015- في عينيها أغنية
- 2016- حكايات
- 2016- الوجه المستعار
- 2016- دكتوراه في الحب
- 2017- الحالمون
- 2018- الجسر
- 2018- عمود البيت
- 2019- الديرفة
- 2019- موضي قطعة من ذهب
- 2019- تقدير الإحتياج
- 2019- العاصفة
- 2019- سبع بواب
- 2019- اجندة
- 2020- عافك الخاطر
- 2020- مانيكان
- 2020- العمر مرة
- 2021- الناموس
- 2021	:سرك الخافي
- 2021- الاختطاف
- 2022: حوبتي
- 2022:عند شارع 9
- 2022:بيبي
- 2023:منطقة آمنة خماسية فحص طبي
- 2023:مجاريح

### من المسرحيات
| سنة الإنتاج | المسرحية           |
| ----------- | ------------------ |
| 1963        | مضحك الخليفة       |
| 1964        | الجوع              |
| 1964        | آدم وحواء          |
| 1965        | صفقة مع الشيطان    |
| 1965        | الطين              |
| 1965        | المخلب الكبير      |
| 1978        | على هامان يا فرعون |
| 1980        | في خبر كان         |
| 1983        | سندريلا            |
| 1987        | الأوانس            |
| 1990        | انتيجون تنتظر      |
| 2019        | نيوتن              |

### السينما
| سنة الإنتاج | الفيلم    |
| ----------- | --------- |
| 2011        | تورا بورا |

### الأعمال التي قامت بكتابتها
- في خبر كان - تأليف.
- دوش يغزو وادي القمر-تأليف.
- طعم الأيام - تأليف.
- دمعة عمر - معالجة درامية.
- بهلول الشاعر - تأليف.
- ولا في الأحلام - تأليف.
- الدار - تأليف.
- القادم الغريب - قصة وسيناريو وحوار.
- الأرجوحة - سيناريو وحوار.
- بلا رحمة - سيناريو وحوار.
- لعنة امرأة - سيناريو وحوار.
- نقش الحنة - تأليف.
- السجينة - تأليف.
- وعاد الماضي - تأليف.
- للحياة ثمن - تأليف.
- الواجهة - قصة وسيناريو وحوار.
- أحببتك منذ الصغر سيناريو وحوار
- الجسر سيناريو وحوار
- عمود البيت قصة سيناريو وحوار

## روابط خارجية
- أسمهان توفيق على موقع IMDb (الإنجليزية)
- أسمهان توفيق على موقع الدهليز
- أسمهان توفيق على موقع قاعدة بيانات الأفلام العربية
- أسمهان توفيق على موقع قاعدة بيانات الفيلم (الإنجليزية)
- أسمهان توفيق على موقع ليتربوكسد (الإنجليزية)
- أسمهان توفيق على موقع كينوبويسك (الروسية)